# Італійський полудень
«Італійський полудень» («Італійка, яка знімає виноград») — картина російського художника Карла Брюллова.
Парною до цієї картина є картина «Італійський ранок». Ця картина була написана в 1823 році і була подарована Товариством заохочення художників (ТЗХ) Олександрі Федорівні, дружині Миколи I. Імператор захотів отримати парну до «Ранку» картину, що послужило початком до написання Брюлловим картини «Італійський полудень». Картина «Полудень» була написана в 1827 році і стала причиною розриву відносин художника з ТЗХ. Картина з'явилася на виставці в Петербурзі та отримала багато невтішних відгуків. Критики вважають, що модель не витончена і не відповідає «класичним ідеалам» краси.

## Сюжет
На картині зображена молода жінка, яка знімає виноград. Моделлю була проста італійка. Брюллов писав свою картину в саду під справжнім виноградником, у сонячному полуденному освітленні.

## Версії

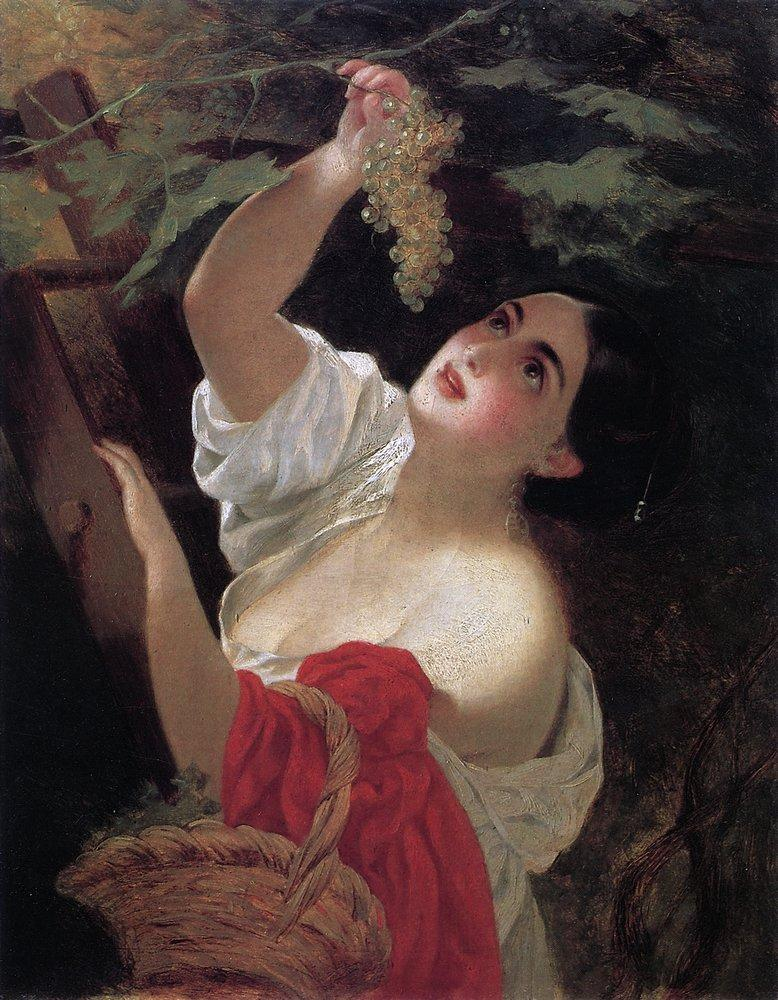
Зменшена версія «Італійського полудня» (27 × 22 см). Написана у 1831 році.

Пізніша зменшена версія «Італійського полудня» була написана у 1831 році. Ця картина зберігається в Третьяковській галереї.